# فلیکس معلوم
فلیکس معلوم (فرانسوی: Félix Malloum‎؛ ۱۰ سپتامبر ۱۹۳۲ – درگذشته ۱۲ ژوئن ۲۰۰۹) یک سیاست‌مدار اهل چاد بود.